# NE555

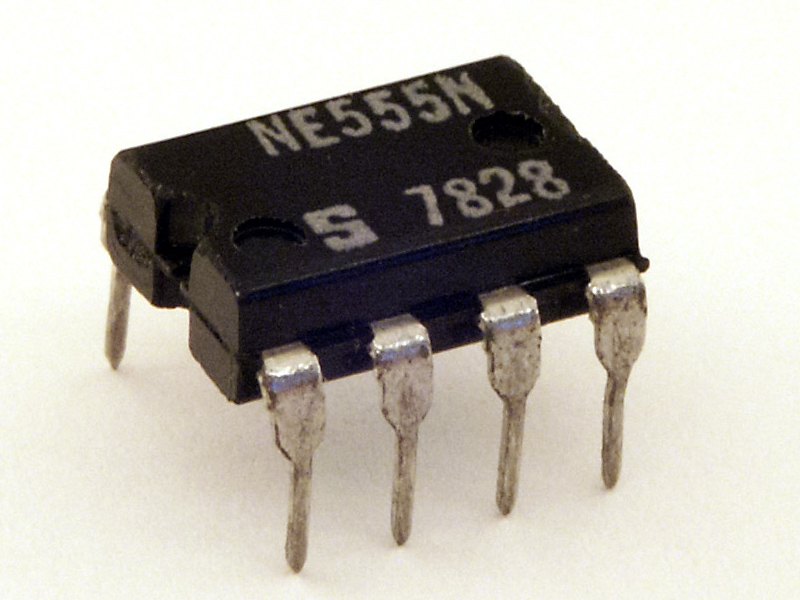
NE555 von Signetics im Gehäuse DIP-8, hergestellt 1978 KW 28

 Die integrierte Schaltung NE555 ist ein aktives elektronisches Bauelement, das einen Ausgang unter bestimmten Bedingungen ein- oder ausschaltet. Es eignet sich sehr gut für Zeitsteuerungen und Taktgeber und wird teils sogar in Schaltnetzteilen verwendet. Vorgestellt wurde der NE555 – häufig abkürzend auch nur als 555 bezeichnet – erstmals 1972 vom US-amerikanischen Halbleiterhersteller Signetics. Aufgrund seiner Robustheit und Zuverlässigkeit wird er auch heute noch eingesetzt, wobei seine Einsatzgebiete vom Spielzeug bis hin zur Raumfahrt reichen. Der NE555 ist die weltweit meistverkaufte integrierte Schaltung.

## Geschichte

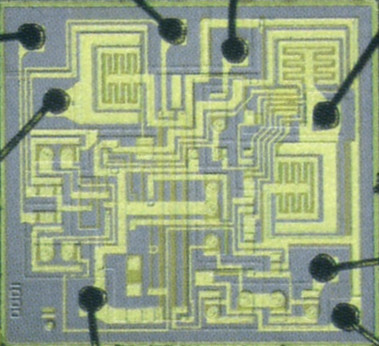
Nahaufnahme vom Die eines der ersten NE555 mit Bonddrähten (in schwarz)

Der NE555 wurde in den Jahren 1970 bis 1971 von dem Schweizer Ingenieur Hans R. Camenzind für den US-amerikanischen Halbleiterhersteller Signetics (später Philips Semiconductors, heute NXP) entwickelt. Anfangs war das Projekt sehr umstritten: Timerschaltungen wurden zuvor meist mit Operationsverstärkern oder Komparatoren gebaut, die einen Großteil der von Signetics hergestellten Analogschaltungen ausmachten. Einerseits wurde bezweifelt, dass überhaupt ein Markt für spezialisierte Timer-ICs bestünde, andererseits befürchtet, ein Timer-IC könnte die Verkäufe der Operationsverstärker mindern – das ist in der Wirtschaft als Kannibalismuseffekt bekannt. Die Bezeichnung NE555 stammt von Art Fury, seinerzeit Marketingmanager bei Signetics. Auf ihn geht auch der Umstand zurück, dass die Entwicklung des NE555 trotz der firmeninternen Widerstände an Hans Camenzind in Auftrag gegeben wurde.
Camenzind hatte zuvor die Schaltkreise NE565/NE567 (eine Phasenregelschleife, PLL), und den NE566 (einen spannungsgesteuerten Oszillator, VCO) entwickelt, die jeweils einen stabilen, von Temperatur und Versorgungsspannung weitgehend unbeeinflussten Oszillator enthalten. Der erste Entwurf des NE555 basierte deshalb auf einem ähnlichen Oszillator, bei dem ebenfalls ein externer Kondensator von einem Spannungs-Strom-Wandler, der als Konstantstromquelle dient, und mehreren Stromspiegeln linear aufgeladen beziehungsweise entladen wurde und eine Dreieckspannung produzierte.
Nach Abschluss des Entwurfs und dessen Überprüfung und Genehmigung durch Signetics verwarf Camenzind sein Design nochmals: Er ersetzte die Konstantstromquelle durch einen einzelnen externen Widerstand. Damit konnte anstelle des 14-poligen Gehäuses ein 8-poliges verwendet werden – mit Konstantstromquelle wären 9 Anschlüsse notwendig gewesen; Signetics stellte jedoch nur 8- oder 14-polige DIP her. Obwohl die Aufladung beziehungsweise Entladung des Kondensators über einen Widerstand nicht linear erfolgt, hat eine Änderung der Versorgungsspannung keine Auswirkungen, da der Timer den Ladezustand des Kondensators ratiometrisch, d. h. im Verhältnis zur Versorgungsspannung, vergleicht. Als Nebeneffekt war die neue Schaltung stabiler gegenüber Temperaturschwankungen.
Ab 1972 wurde der NE555 in Massenfertigung hergestellt. Die Nachfrage übertraf alle Erwartungen, im ersten Quartal verkaufte Signetics mehr als eine halbe Million Stück. Die übrigen Halbleiterhersteller bauten den NE555 sehr schnell nach: Bereits ein halbes Jahr nach seinem Erscheinen waren 555er-Kopien von acht verschiedenen Herstellern auf dem Markt. Teilweise werden für die Nachbauten andere Typenbezeichnungen verwendet, wie beispielsweise MC1455 von ON Semiconductor (früher Motorola), LM555 von National Semiconductor, KA555 von Fairchild Semiconductor (früher Samsung) oder der SN72555 von Texas Instruments. Auch im Ostblock wurden Nachbauten hergestellt, wie der КР1006ВИ1 aus der ehemaligen UdSSR. Solche Nachbauten waren in den 1970er-Jahren bis zum Semiconductor Chip Protection Act von 1984 (SCPA) allgemein üblich. Auch über 30 Jahre nach der Markteinführung wurden im Jahr 2003 noch jährlich etwa eine Milliarde Stück produziert.
Auch die verfügbaren Chipgehäuse änderten sich im Laufe der Jahre: Der NE555 wurde von Anfang an im Plastikgehäuse, dem Dual in-line package (DIP), und im (heute nicht mehr üblichen) runden Metallgehäuse (TO-78 „metal can“) hergestellt. Für Militär- und Weltraumanwendungen wird der NE555 auch in Keramikgehäusen (CERDIP, LCC) verpackt. In den 1980er-Jahren folgten Gehäusevarianten als Surface Mounted Device (SMD) wie SOIC, SSOP oder TSSOP.

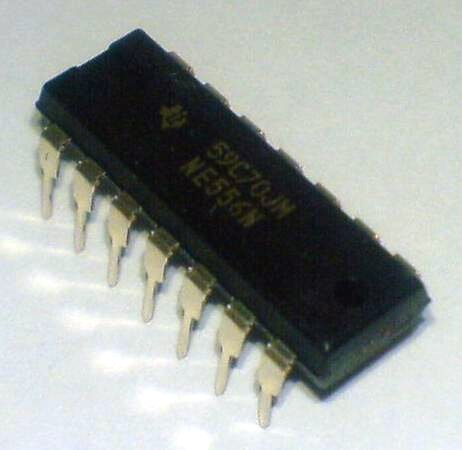
Dual-Timer 556 im 14-poligen DIP-Gehäuse

Es kamen auch Varianten mit zwei und vier Timer-Schaltungen in einem Gehäuse auf den Markt, welche den kompakten Aufbau komplexerer Schaltungen erlauben. Die duale Variante NE556 beinhaltet in einem Chipgehäuse mit 14 Pins zwei identische und voneinander unabhängige 555-Timer auf einem Chip. Die Variante NE558 beinhaltet vier Timer in einem 16-poligen Gehäuse, auch als „Quad-Timer“ bezeichnet. Aufgrund von zusammengefassten Anschlüssen sind die Timer in letzterer Variante nicht völlig unabhängig voneinander.
Wenige Jahre nach der Markteinführung der bipolaren Version brachte Intersil eine weitgehend kompatible CMOS-Variante auf den Markt, generisch 7555 genannt. Sie hat das gleiche Pinout und identische Funktion bei deutlich geringerer Stromaufnahme. Im Chipdesign sind keine Darlington-Stufen erforderlich. Aufgrund des geringeren Eingangsstroms erlaubt sie größere Widerstandswerte und die Ausgänge können bis an die Versorgungsspannung ausgesteuert werden. Allerdings liefert die CMOS-Variante im Vergleich zur Bipolarversion einen kleineren maximalen Ausgangsstrom. Heute sind CMOS-Varianten von verschiedenen Herstellern verfügbar, wie beispielsweise der LMC555 (National Semiconductor), TLC555 (Texas Instruments), ICM7555 (verschiedene Hersteller). Auch davon gibt es eine Dual-Variante mit der Bezeichnung ICM7556.
Auch veränderte bipolare Versionen wurden herausgebracht, z. B. der ZSCT1555 von der Firma Zetex, der bis hinunter zu 0,9 V Versorgungsspannung arbeitet und somit für den Betrieb aus einer einzelnen Batterie-Zelle geeignet ist. Dieses Design stammt ebenfalls von Hans Camenzind.
Die Nachteile des ursprünglichen, bipolaren Designs, wie der relativ große Ruhestrom von bis zu 15 mA, die für heutige Verhältnisse relativ hohe minimale Versorgungsspannung von 4,5 V und die deutlichen Stromspitzen beim Umschalten der Ausgangsstufe werden bei neueren Nachbauten zum Teil vermieden. Dennoch wird das IC von diversen Herstellern immer noch in unveränderter Schaltung produziert, lediglich die Herstellungsprozesse wurden auf kleinere Strukturgrößen umgestellt, wodurch sich auch die Größe des Chips verkleinerte (englisch die shrink), vgl. Skalierung (Mikroelektronik). Nach einem Brand in einer Fabrik in Caen, bei dem die letzte Produktionslinie für die verwendeten Prozesse zerstört wurde, stellte Philips die Produktion des NE555 im Jahr 2003 ein und bietet seitdem (heute als NXP) nur noch die CMOS-Version ICM7555 an.

## Aufbau
| Anschluss | Name    | Beschreibung/Zweck                                                                              |
| --------- | ------- | ----------------------------------------------------------------------------------------------- |
| 1         | GND     | Masse (0 V)                                                                                     |
| 2         | TRIG    | „Trigger“: OUT steigt an und das Intervall beginnt, wenn dieser Eingang 1⁄3 VCC unterschreitet. |
| 3         | OUT     | Ausgang: Dieser Ausgang wird durch das IC auf VCC oder GND gezogen.                             |
| 4         | RESET   | Ein Zeitintervall kann unterbrochen werden, wenn dieser Eingang auf GND gesetzt wird.           |
| 5         | CTRL    | „Control“: Zugriff auf den internen Spannungsteiler (üblicherweise 2⁄3 VCC)                     |
| 6         | THR     | „Threshold“: Das Intervall endet, wenn die Spannung an THR größer als bei CTRL ist.             |
| 7         | DIS     | „Discharge“: Open-Collector-Ausgang: kann einen Kondensator zwischen den Intervallen entladen.  |
| 8         | V+, VCC | Versorgungsspannung (zwischen 3 und 15 V)                                                       |

Pinbelegung

Der NE555 enthält das Äquivalent von 24 Bipolartransistoren, zwei Dioden und 15 Widerständen (Small Scale Integration, SSI), die zusammen sechs Funktionsblöcke bilden (Im untenstehenden Blockdiagramm und Schaltplan sind diese farbig hinterlegt):
- Zwischen der Versorgungsspannung VCC(+) und der Masse GND(−) befindet sich ein Spannungsteiler aus drei identischen Widerständen, der, wenn nicht von außen beschaltet, die beiden Referenzspannungen 1⁄3 VCC und 2⁄3 VCC liefert. Letztere ist am Anschluss-Pin Control Voltage verfügbar. (grün)
- Zwei Komparatoren sind jeweils mit einer der Referenzspannungen verbunden, während die beiden anderen Eingänge direkt auf die Anschlüsse Trigger beziehungsweise Threshold geführt sind. (gelb und rot)
- Ein Flipflop speichert den Zustand des Timers und wird über die beiden Komparatoren angesteuert. Über den Reset-Anschluss, der die beiden anderen Eingänge übersteuert, kann das Flipflop (und damit der gesamte Timer-Baustein) jederzeit zurückgesetzt werden. (lila)
- Am Ausgang des Flipflops folgt eine Ausgangsstufe mit Totem-Pole-Ausgang, die am Anschluss Output mit bis zu 200 mA belastet werden kann. (rosa)
- Parallel zur Ausgangsstufe ist ein Transistor angeschlossen, dessen Kollektor am Anschluss Discharge liegt. Dieser Transistor ist immer dann durchgeschaltet, wenn der Ausgang Low-Pegel hat. (hellblau)

Blockschaltbild des 555
Schaltung des bipolaren NE555
Schaltung der CMOS-Version

## Grundschaltungen
Der NE555 verfügt über drei im Folgenden beschriebene grundlegende Betriebsarten. Darüber hinaus gibt es eine Vielzahl weitere und daraus abgeleitete Schaltungsvarianten, wie elektronische Tachometer, Triggerschalter in Oszilloskopen, Grundfunktionen in Kabeltestern oder Temperaturregler, in denen der NE555 als Schaltungsteil eingesetzt wird.

### Monostabile Kippstufe

Schaltbeispiel für den 555 im monostabilen Modus

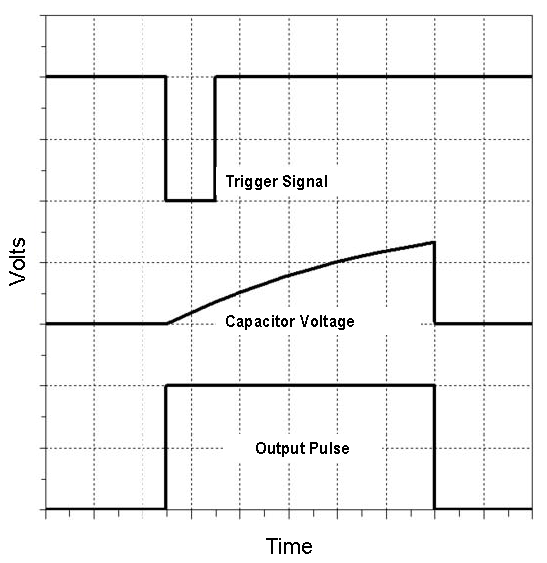
Die Beziehungen des Trigger-Signals, der Spannung am Kondensator C und die Pulsbreite

Als monostabile Kippstufe (MMV) arbeitet der NE555 als einmaliger Impulsgeber. Zu den Anwendungen in diesem Modus gehören unter anderem Timer, Frequenzteiler, Kapazitätsmessung und die Pulsweitenmodulation (PWM).
Der Puls beginnt, wenn der NE555-Timer ein Signal am Trigger-Eingang empfängt. Das ist dann der Fall, wenn die Spannung am Trigger-Eingang unter 1⁄3 der Versorgungsspannung fällt. Die Breite des Ausgangsimpulses wird über die Zeitkonstante eines externen RC-Netzwerks festgelegt, das aus einem Kondensator C und einem Widerstand R, wie in nebenstehender Schaltskizze dargestellt, besteht. Der Ausgangsimpuls endet, wenn die Spannung am Kondensator 2⁄3 der Versorgungsspannung entspricht, vorausgesetzt, der Triggerimpuls endete zuvor. Die Impulsbreite τ des Ausgangsimpulses kann durch Anpassen der Werte von R und C nach folgender Gleichung verändert werden:
{\displaystyle \tau =RC\cdot \ln(3)\approx 1{,}1\cdot RC}
In dieser einfachen Grundschaltung ist die monostabile Kippstufe nicht nachtriggerbar. Ein erneutes Trigger-Signal wird erst nach Ablauf der Zeit τ akzeptiert. Durch Erweiterung der Schaltung kann mit dem NE555 auch eine nachtriggerbare monostabile Kippstufe realisiert werden. Man macht dabei nur von seiner Funktion als Präzisions-Schmitt-Trigger Gebrauch.
Eine Anwendung der monostabilen Kippstufe mit der vierfachen Timerschaltung NE558 bestand in dem analogen Joystickinterface am sogenannten Game-Port des IBM-PC in den 1980er-Jahren: Der NE558 stellt dabei einen Teil eines einfachen AD-Wandlers mit vier Kanälen dar, welcher den Widerstandswert des Potentiometers pro Achse für zwei Joysticks in eine von der Auslenkung abhängige Impulsdauer umsetzt. Die Auslösung des NE558 und die Ermittlung der Zeitdauer eines Impulses wird über die Software realisiert.

### Bistabile Kippstufe

Schaltbeispiel für den 555 im bistabilen Modus

Im Betrieb als bistabile Kippstufe wird im Prinzip nur das im NE555 eingebaute Flipflop verwendet. Einsatzgebiete sind z. B. prellfreie Schalter.
Der Trigger-Eingang (Pin 2) dient für das Flip-Flop als SET, womit die bistabile Kippstufe durch einen kurzen Impuls gesetzt wird. Ein kurzer Impuls am Reset-Eingang (Pin 4) dient als RESET, die bistabile Kippstufe wird damit zurückgesetzt. Sowohl der Set-Impuls als auch der Reset-Impuls entsprechen der negativen Logik – dieser Umstand wird durch ein Überstreichen der Signalnamen gekennzeichnet.
Da bei einer bistabilen Kippstufe keine zeitabhängige Funktion vorhanden ist, sind im Prinzip keine zusätzlichen Kondensatoren notwendig. Der in der Schaltung dargestellte Glättungskondensator mit 10 nF am Anschluss CTRL dient, wie auch in den anderen Schaltungsmodi, nur der Glättung der internen Referenzspannung und kann bei geringen Genauigkeitsanforderungen entfallen.

### Astabile Kippstufe

Schaltbeispiel für den 555 im astabilen Modus

Als astabile Kippstufe (AMV) arbeitet der NE555 als Oszillator und erzeugt an seinem Ausgang ein periodisches Signal. Dabei können, je nach Beschaltung, verschiedene Schwingungsformen, wie in der einfachsten Form eine Rechteckschwingung, mit variablem Pulsbreitenverhältnis erzeugt werden. Zu den Anwendungen gehören unter anderem alle Formen von Blinkern, Impulsgeneratoren, elektronische Uhren, Anwendung aus der Tonerzeugung oder als Taktquelle in Gleichspannungswandlern.
Die Schaltung wird durch zwei Widerstände, R1 und R2, und einen Ladekondensator C gebildet. Der Ladekondensator ist zunächst ungeladen, wodurch über den TRIG-Eingang das interne Flip-Flop gesetzt, der DIS-Ausgang hochohmig gehalten und der Kondensator über die beiden Widerstände geladen wird. Bei Erreichen von 2⁄3 der Versorgungsspannung am Kondensator C wird das interne Flip-Flop zurückgesetzt, wodurch der DIS-Ausgang gegen Masse (GND) geschaltet wird. Dadurch entlädt sich der Kondensator über den Widerstand R2 und den DIS-Ausgang gegen Masse. Die Entladung erfolgt so lange, bis der Kondensator auf 1⁄3 der Versorgungsspannung entladen ist. Dann wird das Flip-Flop erneut gesetzt und der Vorgang beginnt von Neuem.
Damit lässt sich die Oszillatorfrequenz f in Abhängigkeit von den Bauelementen R1, R2 und C bestimmen zu:
{\displaystyle f={\frac {1}{(R_{1}+2R_{2})\cdot C\cdot \ln(2)}}}
Durch unterschiedliche Wahl von R1 und R2 lassen sich verschiedene Pulsbreitenverhältnisse wählen. Die Zeitdauer thigh für den High-Impuls am Ausgang ist
{\displaystyle t_{\text{high}}=(R_{1}+R_{2})\cdot C\cdot \ln(2)}
Die Zeitdauer tlow für den Low-Impuls am Ausgang ist gegeben als:
{\displaystyle t_{\text{low}}=R_{2}\cdot C\cdot \ln(2)}

Schaltbeispiel für den 7555 im astabilen Modus, Tastverhältnis 50:50

Durch Einspeisen einer Spannung am CTRL-Eingang kann man den Triggerpegel verschieben. Auf diese Weise wird die Aufladezeit und damit die Frequenz des Multivibrators verändert.
Die Widerstandswerte dürfen dabei nicht zu niederohmig gewählt werden, um eine Überlastung der Ausgangsstufen zu vermeiden. So kann beispielsweise mit dieser einfachen Grundschaltung kein Pulsbreitenverhältnis von 50:50 erreicht werden, da dann der Widerstand R1 mit einem nötigen Wert von 0 Ω einen Kurzschluss darstellen würde.
Wird parallel zu R2 eine Diode geschaltet, kann näherungsweise ein Pulsbreitenverhältnis von 50:50 erreicht werden. Für die Erzeugung nahezu beliebiger Pulsbreitenverhältnisse, z. B. für einen Bereich zwischen 1 % und 99 %, kann auf vergleichsweise unaufwändige Anschlussbeschaltungen zurückgegriffen werden.
Ein genau symmetrisches Pulsbreitenverhältnis von 50:50 kann mit der CMOS-Version erreicht werden durch das RC-Glied an OUT anstatt DIS, wobei der Ausgang ansonsten nicht weiter belastet werden sollte. Das Signal kann dann an DIS mit einem Pull-up-Widerstand abgegriffen werden.

## Betriebsdaten und Varianten
Nachfolgende technische Detailangaben gelten für den NE555. Andere Varianten des Timers können abweichende Spezifikationen haben, die sich in den jeweiligen Datenblättern finden.
| Parameter                      | Wert                               |
| ------------------------------ | ---------------------------------- |
| Versorgungsspannung (VCC)      | 4,5–16 V                           |
| Versorgungsstrom (VCC = +5 V)  | 3–6 mA                             |
| Versorgungsstrom (VCC = +15 V) | 10–15 mA                           |
| Maximaler Ausgangsstrom        | 200 mA                             |
| Maximale Verlustleistung       | 600 mW                             |
| Minimale Leistungsaufnahme     | 30 mW (bei 5 V), 225 mW (bei 15 V) |
| Betriebstemperatur             | 0–70 °C                            |

Die nachfolgende Tabelle stellt eine Auswahl von aktuellen und ehemaligen Herstellern der 555-Timerschaltung mit deren Typenbezeichnung und Besonderheiten zusammen.
| Hersteller                       | Modell                | Anmerkung                                     |
| -------------------------------- | --------------------- | --------------------------------------------- |
| Avago Technologies               | Av-555M               |                                               |
| Custom Silicon Solutions         | CSS555/CSS555C        | CMOS (ab 1,2 V), IDD < 5 µA IP-Core für ASICs |
| CEMI                             | ULY7855               |                                               |
| ECG Philips                      | ECG955M               |                                               |
| Exar                             | XR-555                |                                               |
| Fairchild Semiconductor          | NE555/KA555           |                                               |
| HFO (DDR)                        | B555                  |                                               |
| Harris                           | HA555                 |                                               |
| Hitachi                          | HA17555               |                                               |
| IK Semicon                       | ILC555                | CMOS (ab 2 V)                                 |
| Intersil                         | SE555/NE555           |                                               |
| Intersil                         | ICM7555               | CMOS                                          |
| Lithic Systems                   | LC555                 |                                               |
| Maxim                            | ICM7555               | CMOS (ab 2 V)                                 |
| Microchip Technology             | MIC1551/MIC1553       | CMOS, SOT-23-5                                |
| Motorola                         | MC1455/MC1555         |                                               |
| National Semiconductor           | LM1455/LM555/LM555C   |                                               |
| National Semiconductor           | LMC555                | CMOS (1,5 V ... 15 V)                         |
| NXP Semiconductors               | ICM7555               | CMOS                                          |
| Raytheon                         | RM555/RC555           |                                               |
| RCA                              | CA555/CA555C          |                                               |
| Signetics/Philips Semiconductors | NE555/SE555           | Original-Version                              |
| STMicroelectronics               | NE555N/TS555CN/K3T647 |                                               |
| NTE Sylvania                     | NTE955M               |                                               |
| Texas Instruments                | SN52555/SN72555       |                                               |
| Texas Instruments                | TLC555                | CMOS (2 V ... 15 V)                           |
| Texas Instruments                | TLC3555-Q1            | CMOS (1,5 V ... 18 V)                         |
| Nachbau aus der UdSSR            | КР1006ВИ1             |                                               |
| Zetex                            | ZSCT1555              | bis zu 0,9 V                                  |

## Datenblätter
- NE/SA/SE555/SE555C Product Data (PDF; 117 kB) Philips Semiconductors, 2003
- ICM7555 General purpose CMOS timer, Product data sheet (PDF; 125 kB) NXP Semiconductors, 3. August 2009
- LMC555-CMOS-Version des 555 Timers (PDF; 1,6 MB) Texas Instruments, SNAS558N – JANUARY 2000 – REVISED MARCH 2024
- TLC555 LinCMOS™ Timer datasheet (Rev. I) (PDF; 993 kB) Texas Instruments, SLFS043J – AUGUST 1983 – REVISED NOVEMBER 2023
- TLC3555-Q1 Automotive High-Speed CMOS Timer (PDF; 1,45 MB) Texas Instruments, SLFS083A – JULY 2024 – REVISED OCTOBER 2024
- Zeitgeber-IS B 555 / B 556 (PDF; 9,5 MB) Halbleiterwerk Frankfurt (Oder), 1. März 1986